# Лубенський професійний ліцей
Лубенський професійний ліцей — державний професійний вищий навчальний заклад ІІ рівня атестації ліцей, розташований у місті Лубнах Полтавської області. Навчання здійснюється за денною формою. 
У ліцеї навчаються понад 100 осіб. Учні отримують як теоретичні знання, так і практичні навички з обраної професії.

## Загальні дані, напрямки та умови навчання
Лубенський професійний ліцей розташований у представницькій спеціально зведеній будівлі за адресою:
вул. Інститутська, буд. 3, м. Лубни—37500 (Полтавська область, Україна).
Виконуючий обов’язки директора навчального закладу — Юрій Борисович Денисенко. 
Ліцей готує спеціалістів (у дужках термін навчання):
на базі неповної середньої освіти:
- Штукатур, маляр (2 роки);
- Столяр будівельний. Монтажник гіпсокартонних конструкцій (2 роки);
- Слюсар з ремонту колісних транспортних засобів. Електрозварник ручного зварювання (2 роки).
- Кухар. (2 роки)

на базі повної середньої освіти:
- Столяр будівельний. Монтажник гіпсокартонних конструкцій (термін навчання 1 рік і 6 міс);
- Верстатник широкого профілю (термін навчання 1 рік і 6 міс);
- Електрозварник ручного зварювання (термін навчання 1 рік 6 місяці);
- Електрозварник ручного зварювання. Електромонтер з ремонту та обслуговування електроустаткування (термін навчання 1 рік 6 місяці);
- Слюсар з ремонту колісних транспортних засобів. Електрозварник ручного зварювання (термін навчання 1 рік 6 місяці);
- Кухар, кондитер (термін навчання 1 рік 5 місяців).

Учні забезпечуються стипендією, гарячим харчуванням. По всіх професіях батьками чи підприємствами може надаватись спонсорська допомога для покращення навчально-матеріальної бази ліцею.
При Лубенському професійному ліцеї працюють спортивні секції, гуртки технічної творчості та художньої самодіяльності. Силами учнів організовуються вечори відпочинку, тематичні вечори та зустрічі з творчими людьми Лубен та Лубенського району. У ліцеї також проводяться екскурсії, спортивні змагання, конкурси художньої самодіяльності, художнього читання, лекції за участю медичних працівників та працівників правоохоронних органів.

## Історія
Лубенський професійний ліцей є правонаступником:
- Училища механізації сільського господарства № 6 (1954—1961);
- Будівельного училища № 4 (1960—1963);
- ТУ-2 (1966—1984);
- ПТУ-13 (1984—1997);
- ПТУ-12 (1961—2003), яке і було перейменовано в Ліцей з 3 листопада 2003 року.

У 1954 році в СРСР було прийнято рішення про значне збільшення вироблення сільгосппродукції, що зумовило ріст числа навчальних закладів відповідної спеціалізації. І, зокрема, Лубенський міськвиконком виділив 2-поверхове приміщення по вулиці Інститутській і земельну ділянку для майстерень по вулиці Дзержинського. Відтак, у 1954—1961 роки були підготовлені 2 037 трактористів, комбайнерів, механіків, водіїв. Директорами навчального закладу за цей період були Г. Г. Оніщенко, І. І. Птиця, М. М. Русов, М. О. Халізов. Випускники училища були направлені на роботу не тільки в колгоспи Полтавської області, а й у Казахстан на освоєння цілинних і залежних земель.
Із збільшенням потреб у наповненні будівельної галузі кваліфікованими робітниками на початку 1960-х років, Лубенське училище механізації № 6 в 1961 році було реорганізовано в будівельне училище № 4, а в 1963 році в професійно-технічне училище № 12. 
З 1961 по наш час[коли?] керівництво здійснювали директори М. М. Страхов, А. І. Ільченко, Г. Є. Осадчий, І. Ф. Ляшенко, А. М. Запорожець, І. В. Левченко, А. В. Риков.
Практично заново довелося колективу училища створювати навчально-матеріальну базу, а також надбудовувати третій поверх. Працювали і викладачі, і майстри і учні.
Загалом у період 1961—1997 років в училищі було підготовлено 7 614 робітників будівельних професій.
У середині 1960-х років в СРСР, а відповідно і в Лубнах, почали розвиватися метало- та приладобудівна галузі, і для підготовки кадрів постановою Ради Міністрів УРСР № 94 від 16 травня 1966 року було створено технічне училище № 2, яке з 1984 року реорганізовано в професійно-технічне училище № 13. Директорами цього навчального закладу були Г. Я. Великожон, С. А. Калганов, Г. І. Качалов та Ю. В. Левченко. З 1966 по 1997 роки ПТУ-13 випустило 8 824 учні.
Після об'єднання двох училищ в один колектив ПТУ-12, кадровий склад інженерно-педагогічних працівників змін майже не зазнав, і всі найкращі традиції залишилися в дії. Загалом за час 1954—2004 років у об'єднаному закладі підготовлено 21 тисячу робітників різних професій.
Матеріальна база постійно поповнюється і оновлюється — останнім часом переважно за допомогою батьків учнів профліцею. Щороку ліцей випускає до 300 кваліфікованих робітників, серед них до 80 осіб учнів, які отримують дипломи з відзнакою і підвищений IV розряд.
Гордістю Лубенського професійного ліцею є його випускники. Серед них, зокрема, заступник голови Державної податкової адміністрації Полтавської області О. В. Полієвець; начальник служби контролю по використанню газу споживачами ВАТ «Лубнигаз» Г. П. Машков, доцент Національної металургійної академії (м. Дніпропетровськ) Г. М. Литовка.